# La Serena
La Serena er en kommune og havneby i Chile. Den er hovedstad i Coquimbo-regionen og har et indbyggertal på 198.163 pr. 2012. La Serena er vokset sammen med nabobyen Coquimbo, og dette byområde, der strækker sig over næsten 1.900 km², er landets fjerdestørste med omkring 300.000 indbyggere. Byområdet er et af de hurtigst voksende i landet og har opnået en befolkningstilvækst på 32,6 % i perioden 1992-2002. Hele kommunen har omkring 400.000 indbyggere.
Byen er et vigtigt turistmål, særligt i sommerperioden, hvor folk i stor udstrækning besøger strandene. La Serena Universitet ligger i byen, der desuden er hjemsted for et af landets fem romerskkatolske ærkestifter. I byen ligger desuden kontorer for European Southern Observatory, hvis La Silla-observatorium ligger cirka 150 km nordøst for La Serena, samt for Carnegie Institution for Science, hvis Las Campanas-observatorium ligger cirka 100 km nordøst for byen.
La Serena blev grundlagt i 1544 på ordre af den spanske conquistador Pedro de Valdivia og er dermed den næstældste by i landet efter hovedstaden Santiago. Den lå nogenlunde midtvejs mellem Santiago og Lima i Peru og blev oprindeligt brugt som rastested for spanske tropper på vej mellem disse to byer. Byen er flere gange blevet nedbrændt af oprindelige folk og pirater, lige som den i 1730 stort set blev jævnet med jorden ved et jordskælv.